# Khoit
Khoit fou un districte de l'Altzniq, al nord-est de Sassun, al regne d'Armènia. La seva història va unida a la de Sassun.
El districte limitava al sud amb el Gzekh i el Sasassounk (Sassun) del qual el separava la muntanya Tsovasar; a l'oest els districte muntanyòs d'Aspakuniats Tzor; a l'est el Salnodzor; i al nord el Taron.